# NGC 6528
NGC 6528 là cụm sao cầu trong chòm sao Nhân Mã và được liệt kê trong Danh mục chung mới. Nó có cấp sao biểu kiến khoảng 11 và đường kính khoảng 16', phân loại V trong Lớp tập trung Shapley–Sawyer, chứa các ngôi sao có cường độ 16 và mờ hơn. Dreyer mô tả nó là "pF, cS, R", có nghĩa là nghèo, mờ nhạt, nhỏ và rất tròn.
Cụm sao cầu được phát hiện vào năm 1784 bởi nhà thiên văn học William Herschel với chiếc kính viễn vọng 18 inch của mình.

## Hình ảnh

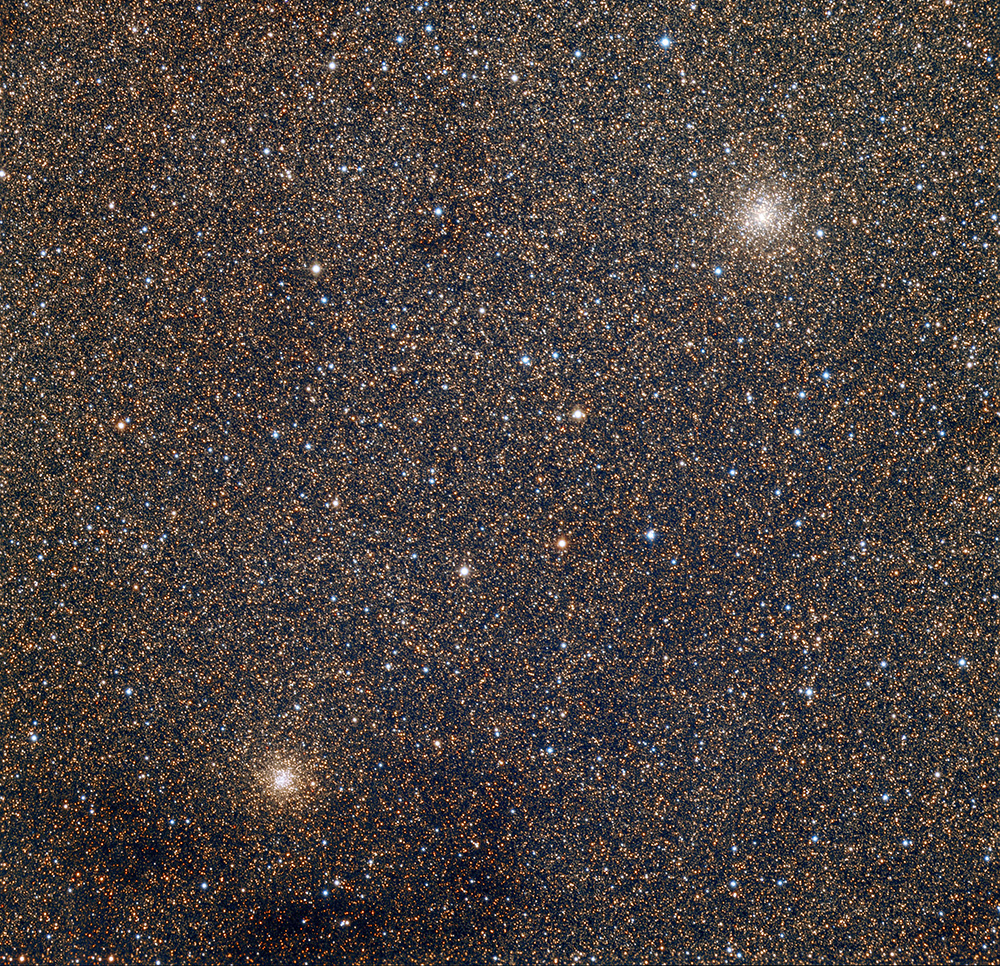
Các cụm hình cầu NGC 6528 (phía dưới bên trái) gần với NGC 6522 (phía trên bên phải)
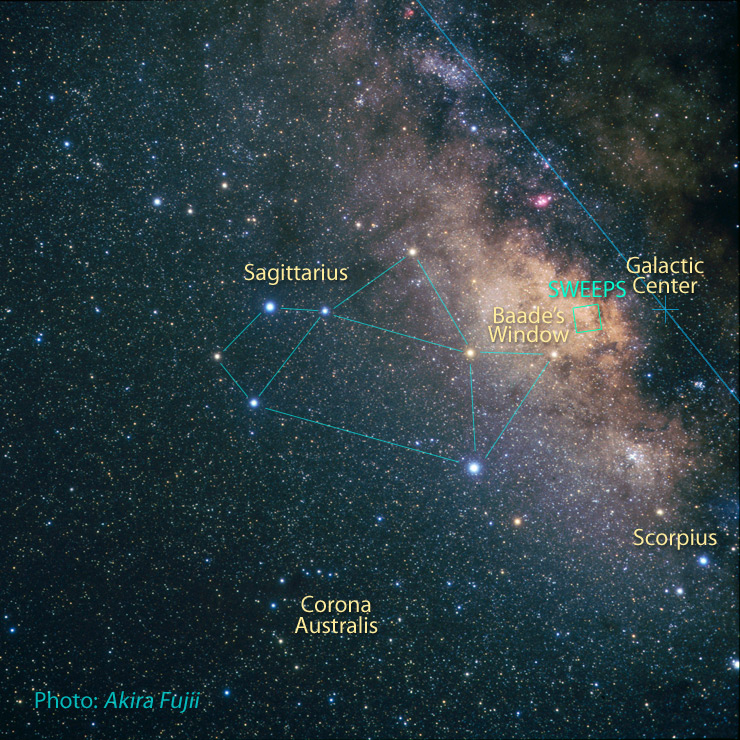
Nó nằm trong Cửa sổ của Baade, một khung cảnh không bị che phủ bởi bụi từ Dải Ngân hà.